# 初×婚
『初×婚』（ういこん）は、黒崎みのりによる日本の漫画作品。『りぼん』（集英社）にて、2019年6月号より2025年3月号まで連載。2024年4月時点で、シリーズ累計部数が220万部を突破している。
2023年、第68回小学館漫画賞児童向け部門を受賞。

## あらすじ
中学時代に交通事故で両親を亡くしてしまった倉下初は、ある日テレビで七海学園高校を見つける。その高校は、通称「一攫千金婚校」。世界一正確なマッチングシステム、「デステニー」によって選ばれた男女のペアが、ともに生活する特殊な高校である。卒業時に一番有力なペアは、セブンオーシャンの次期社長になることができる。初は、両親の代わりに一緒に生活してくれる運命の人を探すためにこの学校に入学する。
初のパートナーとなったのは、一攫千金目当てで入学してきたクズ男子、鮫上紺だった。分かり合えそうになかったが、だんだんと紺の良さに気づいていき、2人は両想いとなった。
夏休みの課題2つ目で遊園地を貸し切りにしてもらい、結果的に2人で同時にプロポーズした。

## 登場人物
声は、りぼんチャンネルのまんが動画 / スペシャルムービーの順に表記。「 / 」がない場合は、まんが動画での配役。
倉下 初（くらげ うい）
声 - なるみ（2019年 - ） / 悠木碧
ちょっと真面目すぎる高校生。両親を交通事故により亡くし、叔母のもとで暮らしていた。七海学園高校で家族を見つけ、家族が欲しいと思い七海学園高校に入学。紺の彼女。黒崎第五中学校出身。
鮫上 紺（こうがみ こん）
声 - 長野嵩（2019年 - ）/ 小林裕介
高校生。ちょっとクズな初の彼氏で、父親と紺が作ったあるデータを義父から取り返すために七海学園高校に入学。初の彼氏。
戸亀 羽生（とがめ わう）
声 - 朝森千菜津（現：竹中千菜津）（2019年 - 2021年）→丸山美紀（2021年 - ）
初たちの隣の部屋。2年生からは普通科を選択。勇気の彼女。
岩清水 勇気（いわしみず ゆうき）
声 - 山口こうへい（2019年 - 2020年）→長門三照（2020年 - ）
羽生のパートナー。2年からは、羽生と同じく普通科を選択。羽生の彼氏。
宇貝 虹叶（うかい にか）
声 - 幡俊幸（2019年）→沼澤龍一郎（2019年 - ）
初が好きで、初と同じ高校に入るために七海学園高校に入学した。成績優秀。天然。嵐と両思いになった。
星出 嵐（ほしで らん）
声 - 勝又綾嘩（2019年 - 2020年）→青山依純（2020年 - ）
虹叶のパートナー。虹叶の事が好き。成績優秀。初に引け目を感じる。虹叶と両思い。
七海 伸太郎（ななみ しんたろう）
声 - 軍司高希（2021年- 2022年）→水澤茂生（2023年 - ）　　
芽衣のパートナー。学園長の息子。高身長。芽衣にベッタリだか本人からは嫌がられている。芽衣と両思い？
牛若 芽衣（うしわか めい）
声 - 花海杏奈（2021年 - ）
伸太郎のパートナー。低身長。毒舌で思ったことはなんでも言う。ツンデレ。成績優秀。親から「いらない子」と言われ育って来たため親から愛されている伸太郎を羨ましがっている。

## 制作背景
本作は「突飛な設定なうえ、3年の卒業まで描き切らないといけない設定」であるため、作者の黒崎は打ち切りは嫌だと考えつつ、連載が開始された。黒崎は最後まで悩み、最終話のネームを切っている際に結末が決まっている。

## イベント・コラボレート
2020年6月、『りぼん』の創刊65周年プロジェクト「りぼんのりぼん」第5弾の企画として、本作と『ゼクシィ』（リクルート）が実施される。同年6月23日に発売された『ゼクシィ』8月号とコラボレートし、同年7月3日発売の『りぼん』8月号では表紙にウエディングドレスを着用した初のイラストが起用されている。このドレスは『ゼクシィ』8月号の表紙のモデルの衣装をイメージして描かれ、構図などの再現も行われている。
2021年2月には、スカイピースと本作がコラボレート。スカイピースの楽曲「Shall We Dance!!!」とのコラボミュージックビデオを公開し、本作の「象徴的なシーンや、黒崎による描き下ろしイラスト」が使用されている。単行本第5巻にはスカイピースとのコラボレート漫画を収録し、書店での購入者限定でコラボステッカーが配布されている。
2023年6月、単行本第12巻の発売を記念し、6月19日から25日まで東京都の渋谷駅地下通路の「東急田園都市線渋谷ビッグ20」にて、「幸せの誓い」のポスターを掲出している。

## 書誌情報

### コミックス
- 黒崎みのり 『初×婚』 集英社 〈りぼんマスコットコミックス〉、全17巻
  1. 2019年9月25日発売[9][10]、ISBN 978-4-08-867566-4
  2. 2020年1月24日発売[11]、ISBN 978-4-08-867575-6
  3. 2020年6月25日発売[12]、ISBN 978-4-08-867588-6
  4. 2020年9月25日発売[13]、ISBN 978-4-08-867601-2
  5. 2021年2月25日発売[14][7]、ISBN 978-4-08-867607-4
  6. 2021年5月25日発売[15]、ISBN 978-4-08-867620-3
  7. 2021年9月24日発売[16]、ISBN 978-4-08-867637-1
  8. 2022年1月25日発売[17]、ISBN 978-4-08-867648-7
  9. 2022年5月25日発売[18]、ISBN 978-4-08-867660-9
  10. 2022年9月22日発売[19]、ISBN 978-4-08-867680-7
  11. 2023年2月24日発売[20]、ISBN 978-4-08-867705-7
  12. 2023年6月23日発売[21]、ISBN 978-4-08-867718-7
  13. 2023年10月25日発売[22]、ISBN 978-4-08-867733-0
  14. 2024年2月22日発売[23]、ISBN 978-4-08-867746-0
  15. 2024年7月25日発売[24]、ISBN 978-4-08-867765-1
  16. 2024年11月25日発売[25]、ISBN 978-4-08-867778-1
  17. 2025年3月25日発売[26]、ISBN 978-4-08-867793-4
    - 「イラスト集付き特装版」同日発売[27]、ISBN 978-4-08-867799-6

### ノベライズ
- 五十嵐美怜（著）、黒崎みのり（原作・絵） 『初×婚 まんがノベライズ』 集英社 〈集英社みらい文庫〉、全3巻
  1. 恋より先に結婚はじめます!　2023年4月21日発売[28]、ISBN 978-4-08-321782-1
  2. 本当の気持ちを教えてください!　2023年8月4日発売[29]、ISBN 978-4-08-321804-0
  3. 結婚式、真実の愛を誓います!　2024年1月26日発売[30]、ISBN 978-4-08-321830-9